# Hainer Hof

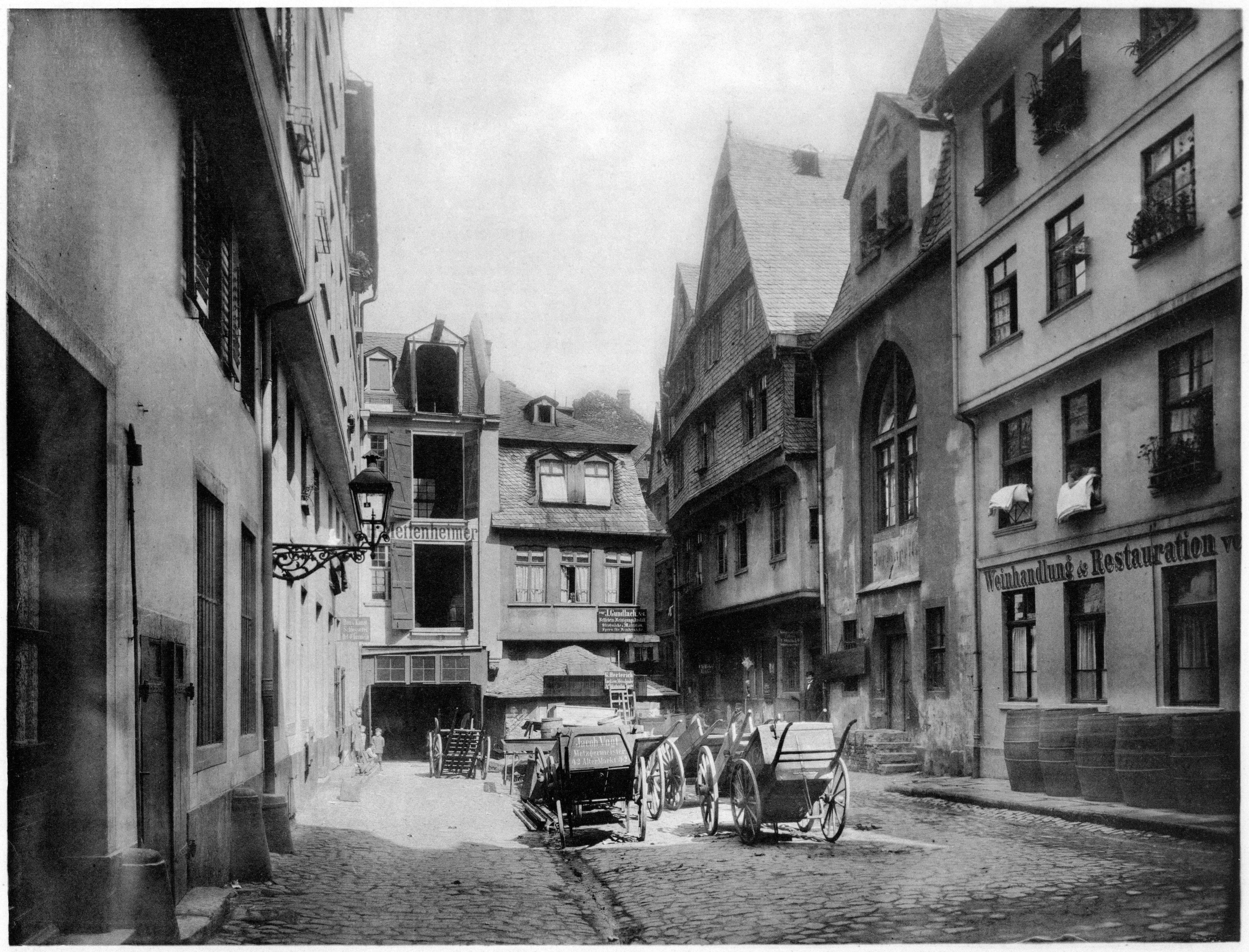
Ansicht von Südwesten, 1897
Rechts die Bernhardskapelle, links davon das 1528/29 erbaute spätgotische Wohnhaus des letzten Abtes, Hermann von Köln, das später als Posthaus von Hessen-Kassel diente
(Fotografie von Carl Friedrich Fay)

Der Hainer Hof war ein Stadthof (Grangie) der namensgebenden Zisterzienserabtei Haina im Kern der Altstadt von Frankfurt am Main. Teile der mittelalterlichen Anlage wurden in den 1930er Jahren beseitigt, die übrigen historischen Gebäude im Zweiten Weltkrieg vernichtet. Reste der im Nationalsozialismus errichteten historisierenden Neubebauung sind zusammen mit Architektur der Wiederaufbauzeit auf dem alten Grundriss bis heute erhalten.

## Geografische Lage

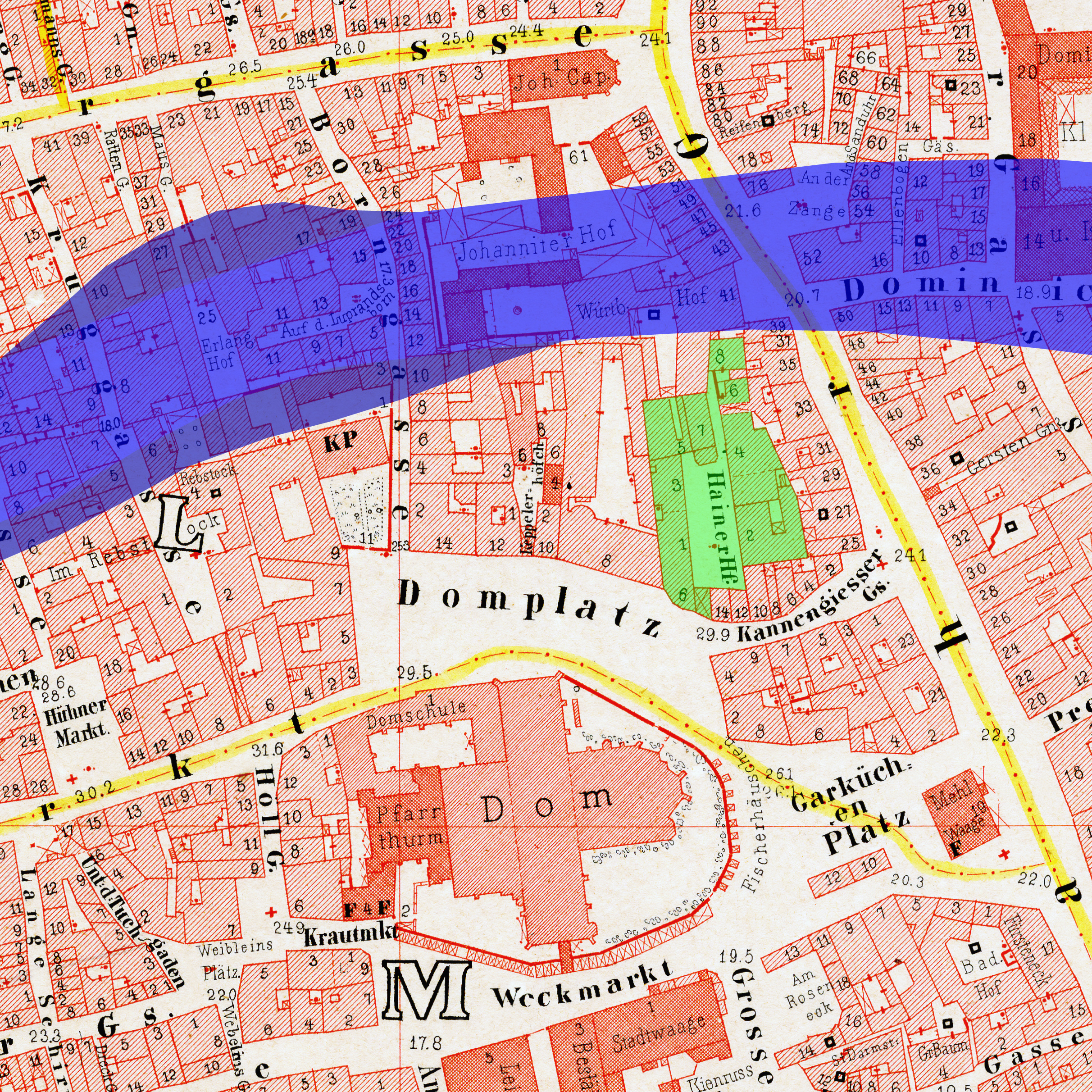
Verlauf der Braubach und parzellengenaue Darstellung der Umgebung des Hainer Hofs
(Chromolithografie von Friedrich August Ravenstein von 1862 mit Überlagerung nach Karl Nahrgang 1949)

Die Anlage liegt zwischen der Blockrandbebauung der Fahrgasse im Osten und der Kannengießergasse im Süden, wo sich ein öffentlicher Zugang befindet. Nach Westen und Norden schloss einst eine dichte Altstadtbebauung zwischen der Borngasse (jetzt Domstraße) und Schnurgasse (jetzt Berliner Straße) an.

## Geschichte

### Vorgeschichte
Aufgrund seiner Lokalisierung gehört der Hof in die Reihe von Anlagen, die in ihrer Nordgrenze genau auf die Braubach stießen, einen im ersten christlichen Jahrtausend verlandeten Nebenarm des Mains, der im Altstadtbereich ungefähr dem Verlauf der heutigen gleichnamigen Straße folgte. Der vorgelagerten ersten Stadtmauer der Stadt, die nach dem gegenwärtigen Stand der Forschung zur Zeit der ottonischen Herrscher um das Jahr 1000 entstand, diente dieser als vorgelagerter natürlicher Graben.
Bernhard von Clairvaux, selbst Zisterzienser, soll bereits 1146/47 während des Frankfurter Hoftags von König Konrad III. an dieser Stelle gewohnt, gewirkt und zum zweiten Kreuzzug aufgerufen haben. Der Kern dieser Überlieferung wird abseits zahlreicher phantastischer Ausschmückungen im Allgemeinen nicht bezweifelt. Johann Georg Battonn, Kanoniker am Bartholomäus-Stift, berichtete Ende des 18. Jahrhunderts aus sehr viel jüngeren stiftsarchivalischen Quellen, dass bereits 1152 eine Kapelle mit dem Namen Bernhards zum Gedenken an diese Ereignisse geweiht worden sein soll.

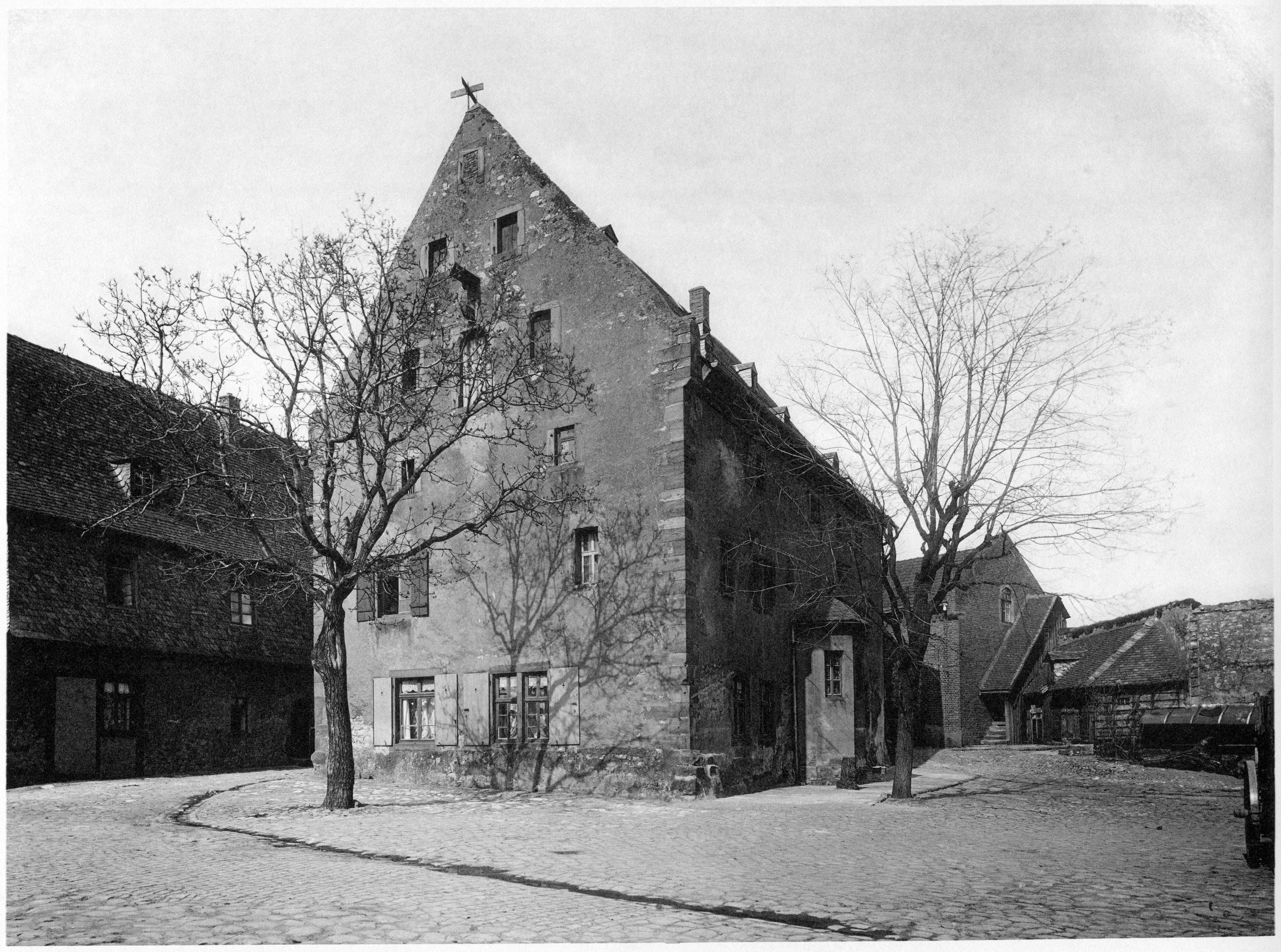
Romanisches Herrenhaus des Großen Riederhofs, hier um 1910, von 1216–30 Niederlassung der Hainaer Mönche
(Fotografie von Carl Friedrich Fay)

Diesem Bericht folgt die ältere Literatur teilweise unkritisch, teilweise werden im Lichte der Quellenkritik aber auch Zweifel am Wahrheitsgehalt dieser Überlieferung laut, zumal Bernhard erst 1174 heiliggesprochen wurde. Die jüngere Literatur stellt die Überlieferung Battonns nicht in Frage, sondern geht davon aus, dass die Kapelle nicht dem Kloster Haina, sondern dem 1140 in Aulesburg bei Löhlbach begründeten Vorgängerkonvent zugehörig war. Die Frage nach zwangsläufig angeschlossenen Klostergebäuden, zu denen die Überlieferung erst 100 Jahre später einsetzt, bliebe, folgt man dieser Annahme, allerdings unbeantwortet.
Die Zisterzienser ließen sich im Frankfurter Gebiet, wenn auch nicht in der eigentlichen Stadt, bereits etwas früher nieder. 1193 hatte der staufische Kaiser Heinrich VI. den wohl von ihm etwa zeitgleich mit dem Saalhof errichteten Riederhof, östlich von Frankfurt an der heutigen Hanauer Landstraße gelegen, dem Frankfurter Schultheißen Wolfram I. von Praunheim geschenkt. Kaiser Friedrich II. erlaubte nach Wolframs Tod seiner Familie, den Hof dem Kloster, das den Sitz gerade von Aulesburg nach Haina verlegt hatte, zu überlassen. Besitzstreitigkeiten mit benachbarten Adeligen und der Stadt führten dazu, dass die Mönche den Hof jedoch bereits 1230 an das Kloster Arnsburg weiterreichten.

### Stadthof der Abtei
1238 bestimmten der Frankfurter Bürger Ulrich Lange und seine Frau Gertrud, dass ihr „domum, quam habet in foro nostro, dicto cenobio“, ihr am Markt gelegenes Haus, genannt „Kloster“, nach ihrem Tode als Erbstück an das Kloster Haina übergehen soll. Da zumindest Gertrud nachweislich aber noch 1254 lebte, der Eigentümerwechsel also auf sich warten ließ, wurden die Zisterzienser aktiv, um endlich zu einer städtischen Niederlassung zu gelangen.
Bereits zwei Jahre später hatten diese Anstrengungen Erfolg: 1240 verkauften laut einer in Wetzlar ausgestellten Urkunde die nur als „domini“ bezeichneten Friedrich von Marburg, seine Gemahlin Mathildis sowie Conrad von Willandesdorf und seine Frau Irmgard die „curiam quandam in Franckenvort iuxta cimiterium sitam“. Das Objekt war also eine damals schon vorhandene Stiftskurie, die in Frankfurt nahe dem Friedhof (Kirchhof) des Bartholomäusstifts lag.
Auffällig ist, dass beide Verkäufer keine Frankfurter Bürger waren. Johann Karl von Fichard vermutete hinter ihnen entfernte Verwandte einer damals ausgestorbenen Ministerialen-Familie, der der Hof zuvor gehörte. Beweise dafür fehlen, Indizien sind einzig die große Nähe des Hofs zur Stiftskirche und der direkt westlich davon gelegenen, damals aber wohl schon untergegangenen Königspfalz Frankfurt. Sicher ist somit im Kontext der folgenden urkundlichen Nennungen nur, dass die 1240 von Haina erworbene Anlage mit dem bis heute als Hainer Hof bekannten identisch war.

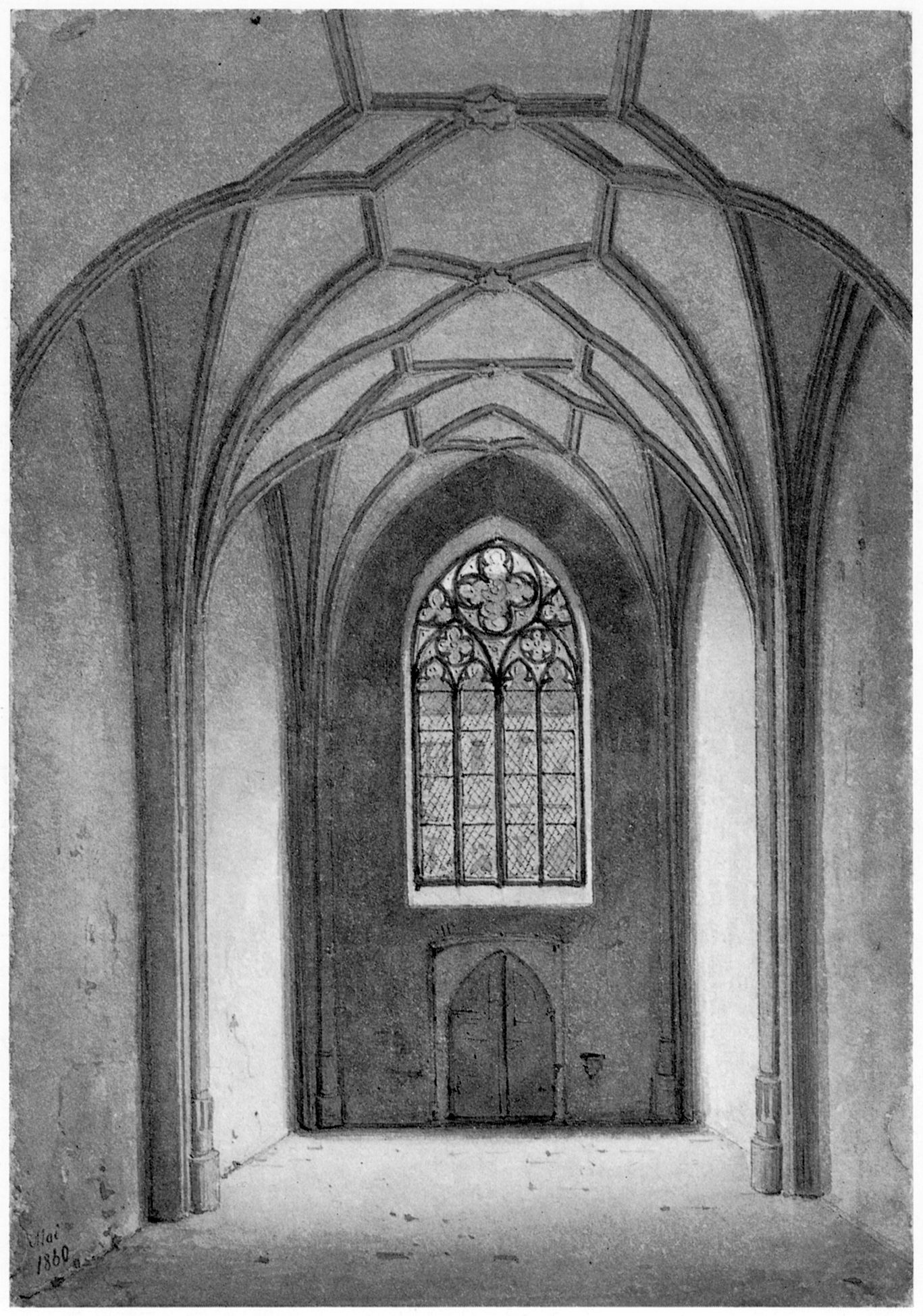
Innenansicht der Bernhardskapelle, Rekonstruktion nach Carl Theodor Reiffenstein, 1860
(Aquarell)

Nach dem Kauf war die Abtei rasch um eine Erweiterung der Räumlichkeiten bemüht: 1243 verkauften die Richter, Schöffen und die Bürger der Stadt dem Kloster die das Grundstück umgebende Mauer und verpachteten ihm einen angrenzenden Garten. Bei der erwähnten Mauer kann es sich aufgrund des Auftretens städtischer Würdenträger als Verkäufer nur um die ottonische Stadtmauer gehandelt haben. Anfang des 20. Jahrhunderts wurden ihre Reste im Hainer Hof in Höhe des Hauses Nr. 7 entdeckt. Ein Umschwenken ihres Verlaufs ab dieser Stelle nach Süden würde zufriedenstellend die auffällige Rundung in den Parzellen zwischen Hof und Fahrgasse erklären, die in allen genaueren Stadtplänen zu erkennen ist.
Spätestens zu diesem Zeitpunkt wird mit Sicherheit eine Kapelle als ein für ein Kloster notwendiger geweihter Raum – zumal dort nur zwei Mönche Dienst verrichteten – mit dem Namen Bernhards errichtet worden sein. In den ersten Jahrzehnten diente der Stadthof allerdings eher dazu, verschiedenen Adeligen und Bürgern der Stadt im Austausch für Schenkungen an das Kloster eine Wohnung zu bieten. Der Schwerpunkt der Tätigkeit im Frankfurter Raum war zu jener Zeit also noch auf die Ausdehnung der agrarischen Nutzflächen gerichtet.
Im weiteren Verlaufe des Mittelalters zeigen die Urkunden für den Hainer Hof die für Stadthöfe überregional typische Verschiebung der Funktion als „Handelshof“ zu einer solchen als passivem „Renthof“ auf. Anfangs dienten sie vor allem als Hebe-, Lagerungs- und Vermarktungsstellen für die agrarischen Einkünfte aus der Umgebung, in Frankfurt am Main vor allem aus der Wetterau (1324 zum ersten Mal nachweisbar).
Ab dem 15. Jahrhundert wurde der Hainaer Hof, wie viele Anlagen, nur noch von Statthaltern verwaltet oder von Bürgern bewohnt, die über langfristige Verträge zum Unterhalt und bei Bedarf zur Unterbringung von Konventsangehörigen verpflichtet worden waren. Deutliches Zeichen für die Aufgabe klösterlichen Lebens war, dass die Bernhardskapelle verfiel, ohne dass das Kloster etwas dagegen unternahm. Spezifisch für Frankfurt am Main ist dann die Umkehr der ursprünglichen Funktion, wenn 1478 der Hainaer Abt den Frankfurter Hofmeister beauftragt, für den Hainaer Küchenmeister vor Ort zahlreiche Spezialitäten zu kaufen, denn die gab es am ehesten in der bedeutenden Handelsstadt Frankfurt. 1474 wurde die Bernhardskapelle auf testamentarischen Wunsch des Patriziers Jakob Inkus zu Schwanau gotisch neu erbaut, und sein Wappen und das seiner Frau in die Fenster eingesetzt. Mit zunehmender vertraglicher Vergabe des Unter- und Erhalts der Anlage an Mieter und Pächter nahmen auch Streitigkeiten um Baumängel mit den Bewohnern zu.
1501 schrieb der Rat der Stadt an den Abt des Klosters Haina, dass sich die Nachbarn über ein einsturzgefährdetes Haus beschwert hätten, in dem eine Witwe wohne, die nicht in der Lage sei, dessen Renovierung zu leisten. Zugleich drohte der Rat, das Haus abbrechen zu lassen, sollte es nicht binnen eines Monats wieder hergerichtet werden. Der Abt entgegnete, dass das Haus von seinen Vorgängern verliehen worden sei, das Kloster als Zinsherr des Hauses aber nicht verpflichtet sei, es zu renovieren oder eine Renovierung zu bezahlen. Wenn das Haus ohne Entschädigung wieder in den Besitz des Klosters gelange, sei dieses dagegen bereit, sich der Sache anzunehmen. Der Streit endete, nachdem akute Einsturzgefahr eingetreten war, damit, dass der Rat das Haus auf eigene Kosten instand setzen ließ.

### Streit um den Hof in der Reformation
Im Zuge der Reformation ließ der Landgraf von Hessen, Philipp I., die Klöster in seinem Machtbereich aufheben, was auch das Ende für Haina bedeutete. Nachdem am 14. November 1527 ein Großteil der Mönche und Laienbrüder Abfindungsurkunden unterschrieben hatten, gingen sie zunächst im nahen Mainz ins Exil, wo ihnen der mächtige Kurfürst Albrecht im Austausch für ihre Güter in Fritzlar Unterkunft gewährt hatte. Von dort aus stritt der Rest des Konvents unter der Führung des Abts Ditmar Weyner und des Priors Johann Falkenberg um die verbliebenen Klostergüter, die dem Zugriff des Landgrafen entzogen waren – darunter auch der Hof in Frankfurt am Main.

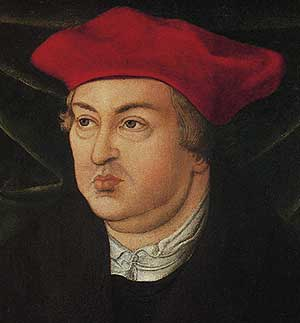
Gewährte dem Hainaer Exilkonvent Asyl: Albrecht von Brandenburg, wohl erste Hälfte 1520er Jahre
(Ölgemälde von Lucas Cranach d. Ä.)

Am 17. Dezember 1527 schrieb der Exilabt die Stadtoberen an, er hoffe, sie werden sich nicht der Reformation anschließen und ihn und seine Mitbrüder die Güter und Einkünfte weiter nutzen respektive bewohnen lassen. Das wörtliche Antwortschreiben seitens der Stadt ist nicht überliefert, wohl aber der Antwortentwurf für den Schreiber. Dieser lautet auf „die wohnunge mit dem convent abschlagen, aber 1 tag oder 4 hier zu seyn will ihme vergönt sein“.
Nur fünf Tage später trafen zwei Gesandte des Landgrafen ein, die mit dem Auftrag unterwegs waren, außerhalb der Landgrafschaft gelegene Höfe und Güter des Klosters zu besichtigen und auf diese Ansprüche geltend zu machen. Sie erhielten im Hainer Hof jedoch keinen Einlass, weshalb sie Prior und Hofmeister vor den Rat fordern ließen. Diese erklärten dort nur bereits Bekanntes: Sie hätten das säkularisierte Stammkloster verlassen müssen und bäten den Rat nun für die betroffenen Personen und ihren Besitz um Schirm und Schutz. Der Rat leitete diese Stellungnahme an den Landesfürsten weiter.
Zeitgleich verkauften die Exilanten mehrere Häuser und nahmen Anleihen in Form von Gülten auf solche auf, um im Stadthof ein neues, stattliches Wohnhaus für den Exilkonvent errichten zu lassen. Der Bau, der über 900 Gulden kostete, nahm die ohnehin schon stark angeschlagene Finanzkraft erheblich in Anspruch. Abt Johann Falkenberg, der Nachfolger seines am 9. Juni 1529 in Mainz gestorbenen Vorgängers, bat noch 1531 den Kaiser persönlich, die Kontributionen zum Türkenzug zu mildern, da er „durch die Bauten“ schwer verschuldet sei.

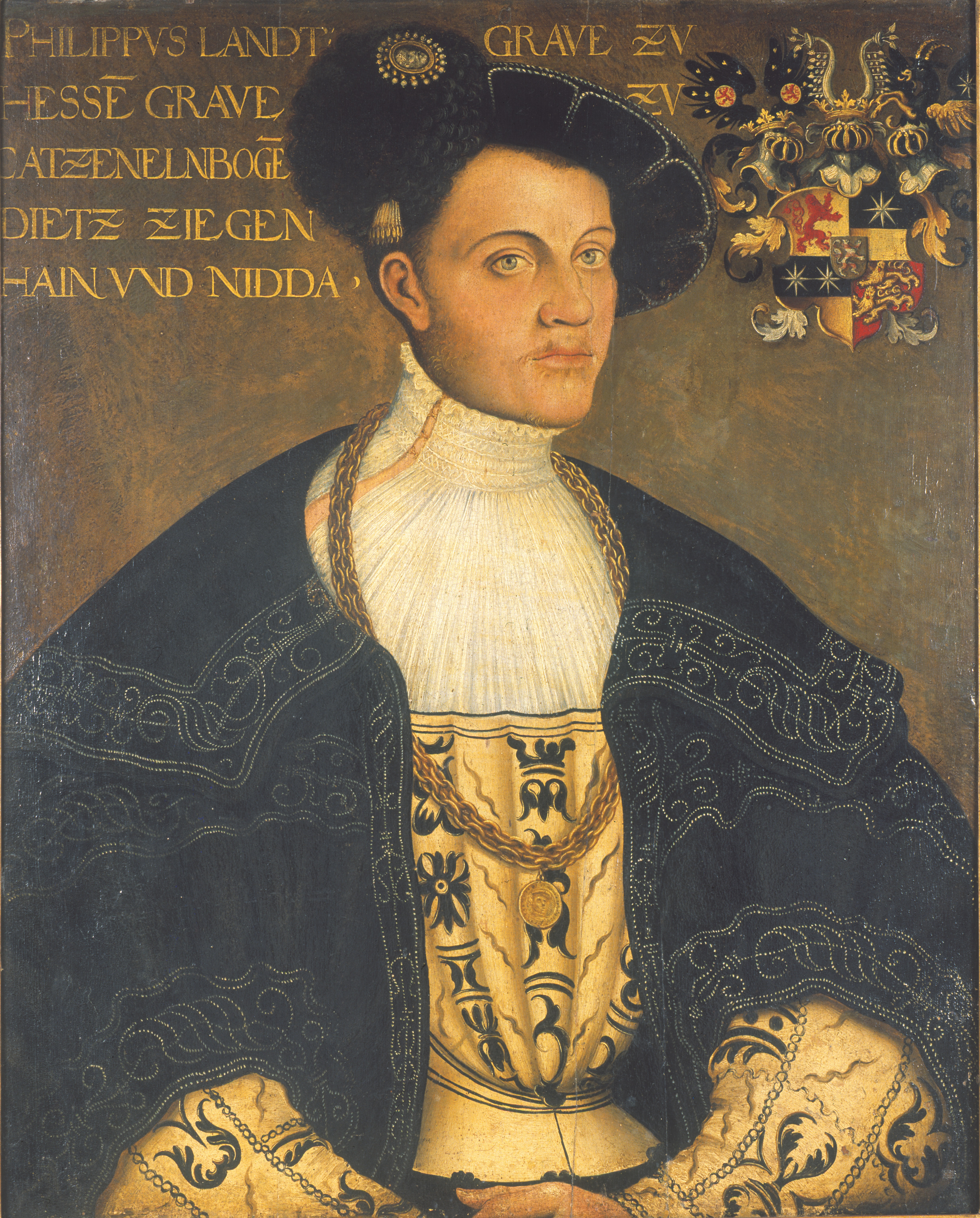
Stritt fast ein Jahrzehnt um den Hainer Hof, letztlich mit Erfolg: Philipp I. von Hessen, 1534
(Ölgemälde von Hans Brosamer)

Philipp I. gab sich mit der Antwort des Rates nicht zufrieden. Er bat ihn, die verbliebenen Brüder nach Haina zu schicken, wo er für sie sorgen würde, was jedoch abschlägig beantwortet wurde. Die Stadt konnte sich dabei auf kaiserliche Mandate vom 8. August 1528 und vom 30. Juli 1529 stützen, die sie aufforderten, den Abt in seinen Einkünften nicht zu behindern. Tatsächlich ging es aber um die Verteidigung der Souveränität der freien Reichsstadt, die einzig dem Kaiser verpflichtet war.
Der Ton des Landgrafen wurde nun schärfer: 1531 war er entschlossen, die Güter notfalls gewaltsam einzunehmen, da sie seiner Meinung nach dem durch ihn ins Leben gerufenem Spital an der Stelle Hainas, und nicht den „monich und verlaufen buben zu Franckforth“ gehörten. Im Herbst 1533 wurden dann auch tatsächlich die Höfe in Roth, Bergen und Gelnhausen aufgebrochen, ausgeräumt und besetzt. Unter dem Eindruck dieser Ereignisse sah sich der Abt nun doch zu Verhandlungen genötigt, als der verantwortliche landgräfliche Hauptmann auch vor den Toren des Hainer Hofs auftauchte, reichte aber zugleich Klage beim Reichskammergericht ein.
An der Situation änderte sich über die nächsten Jahre wenig. Am 25. Januar 1536 ging beim Rat der Stadt erneut ein Schreiben des Landgrafen ein, in dem er sich über die Mönche erboste, die in Frankfurt ihren „unterschleuf“ hätten, um gegen ihn „ir pabstisch wesen“ zu treiben. Ein Jahr später scheiterten Vermittlungsversuche durch den Schmalkaldischen Bund, während sich Philipp I. bei Albrecht von Brandenburg nun in Mainz über den gegen ihn prozessierenden Exilabt beschwerte.
Der Rat zeigte derweil nicht zum ersten Male daran Interesse, den Hof zu kaufen, hatte er doch Angst davor, dass der Landgraf bei seiner Einverleibung auf städtischem Boden Fuß fassen würde. 1539 bot man dem Abt daher an, den Hof samt Zinsen gegen eine Leibgülte in ungefährer Höhe des Zinsaufkommens zu verkaufen. Der Abt machte das Gegenangebot, den Hof in Höhe des vollen Wertes und Zinsaufkommens verkaufen zu wollen und deutete auf schwebende Verhandlungen mit dem Landgrafen. Die Stadt blieb jedoch bei ihrer Position und nahm die Erwähnung schwebender Verhandlungen vor dem Hintergrund des langen Disputs mit dem Landesherren offenbar als leere Drohung wahr.
Insofern dürfte es eine böse Überraschung dargestellt haben, als es am 17. März 1539 tatsächlich zu einem Vergleich zwischen Abt und Philipp I. kam. Dem Restkonvent wurde auf Lebenszeit der Hainer Hof mit allen Rechten belassen sowie zusätzlich eine Leibrente in Höhe von 200 Gulden jährlich. Gleichzeitig wurde vereinbart, dass der Hof nach dem Tod des letzten Mönchs an Haina und damit an den Landesfürsten zurückfällt, die Mönche keine Bestandteile des Hofs veräußern und diesen baulich unterhalten sollen. 1555 wurde die Rente auf 300 Gulden aufgestockt.
Als der Abt Johann Falkenberg 1558 starb, flammte der Streit nochmals kurz auf. Die verbliebenen fünf Mönche wählten Hermann von Köln zum neuen Abt, den der Landgraf jedoch nicht anerkannte. Wohl aufgrund der Vereinbarung von 1539 ließ der Rat der Stadt Philipp I. diesmal auch gewähren, als er den Hof nun kurzerhand von Landsknechten besetzen ließ. In dieser Lage willigte der Abt in einen großzügigen Vertrag über eine lebenslange Leibrente, Verpflegung sowie 300 Gulden zum Erwerb einer Wohnung und einer Kammer im Hainer Hof ein. Gleichzeitig verzichtete der Restkonvent ewiglich auf alle Forderungen.

### Nachreformatorische Zeit
Nach dem Tod des Hermann von Köln am 26. Mai 1574 fiel der Hainer Hof, wie im Vertrag von 1539 vereinbart, an die Landgrafschaft Hessen-Kassel, die aus dem Erbe von Philipp I. hervorgegangen war. Hessen-Kassel gehört zu den Staaten, die das Postregal von Kaiser Rudolf II. aus dem Jahre 1597 nicht anerkannten, welches das Haus Taxis als Lehen und somit Quasi-Monopol über große Teile des Postverkehrs im Reich erhalten hatte.

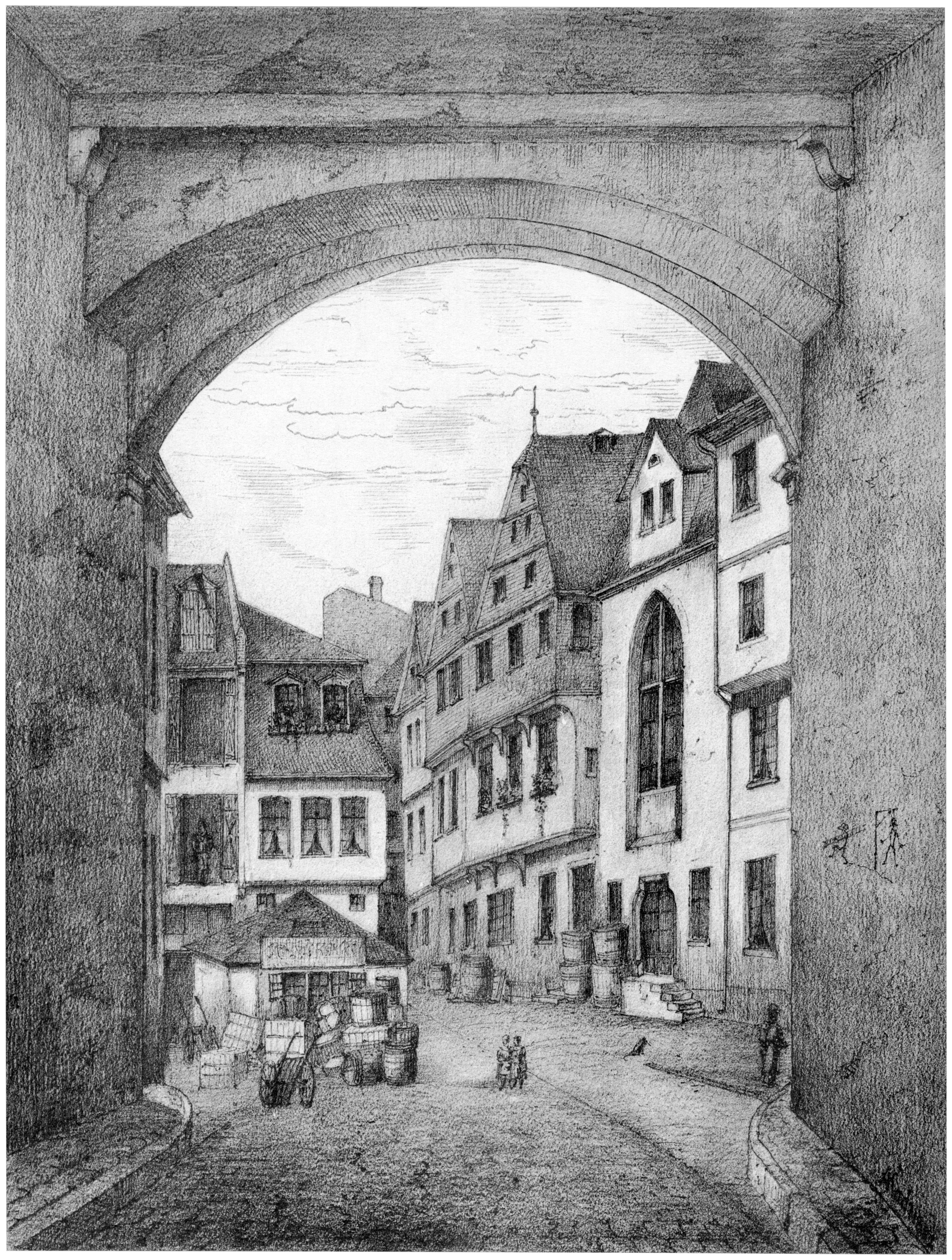
Blick in den Hof durch den Zugang vom Domplatz, 1892
(Zeichnung von Adolf Koch)

Als reichsunmittelbare Stadt geriet Frankfurt am Main Mitte des 17. Jahrhunderts in den über Jahrzehnte währenden Konflikt zwischen den Ansprüchen von Taxis, später Thurn und Taxis, alleiniger Betreiber des Postverkehrs in der Stadt zu sein, und denen Hessen-Kassels, das eigene Poststationen unterhalten wollte und dies auch tat. Der Rat ließ 1659 den hessischen Boten auf kaiserliches Geheiß hin verhaften und nach dem Verhör unter dem Geheiß wieder frei, dass er künftig nur diplomatische, nicht aber Privatpost in Konkurrenz zum taxischen Betrieb mit sich zu führen habe.
Die mit Hessen verbündeten Fürsten im Norden reagierten darauf mit einer Blockade für die taxischen Boten, die diese aufgrund ihrer ausgedehnten Besitzungen auch relativ erfolgreich durchsetzen konnten. Um einer künftigen Verhaftung des Boten vorzubeugen, wurde die hessische Postmeisterei um 1670 in den Hainer Hof verlegt, der als Besitz der Landgrafschaft von der Stadt nicht antastbar war. Mit Erfolg, denn dort verblieb sie trotz des weiter schwelenden Streits bis 1808; nach dem Wiener Kongress ging die hessische Post, wenn auch nur pachtweise, im Thurn und Taxischen Postbetrieb auf.
Als Konsequenz der Säkularisation, spätestens seit der zweiten Hälfte des 16. Jahrhunderts, wurde die Bernhardskapelle nur noch profan genutzt. 1726 merkte Johann Balthasar Ritter in seinem Buch Evangelisches Denckmahl der Stadt Franckfurth am Mayn an, dass die Kapelle nicht länger unterhalten werde. Ansonsten sprechen die urkundlichen Nachrichten dafür, dass der landgräfliche Besitzer eine ähnliche Pacht- und Vermietungspolitik mit dem Hof betrieb wie zuvor der Konvent.
Das Gebäude südlich der Kapelle, Hainer Hof 2, genannt Goldener Hirsch, diente spätestens seit dem 16. Jahrhundert als Gasthaus. Bereits 1590 kaufte das Bartholomäusstift das gegenüberliegende Haus Hainer Hof 3, genannt Palmbaum, und nutzte es fortan als Kanonikalhaus. Der nördlich daran anschließende Goldene Löwe, Hainer Hof 5, im Mittelalter die Zehntscheune des Klosters, war schon 1517 ein Wirtshaus und wurde 1808 durch ein reines Lagergebäude mit Stallungen im Erdgeschoss ersetzt.

### Neuzeit bis zur Gegenwart

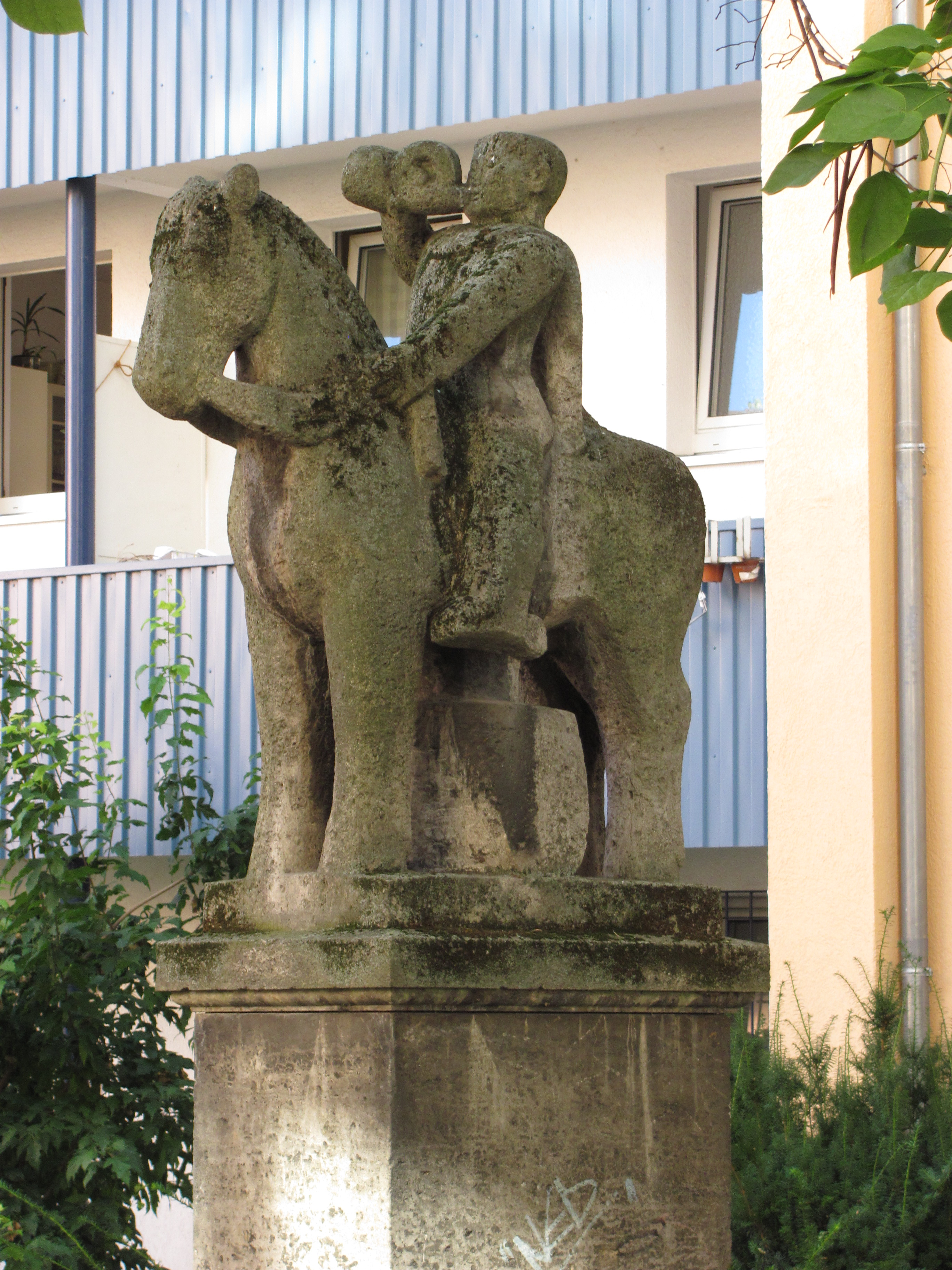
Postreiter von Albrecht Glenz; im Hintergrund Flügel der Anlage aus den 1950er Jahren.

Wie viele Teile der historischen Altstadt von Frankfurt wurde auch der Hainer Hof im Laufe des 19. Jahrhunderts Wohnquartier für Unterschicht und Arbeiter. Die Kapelle wurde wohl noch im 18. Jahrhundert durch eine Bretterdecke in zwei Stockwerke geteilt, um den hohen gewölbten Innenraum besser nutzen zu können. Sporadisch nahmen sie kleine religiöse Genossenschaften wieder für Gottesdienste in Anspruch, daneben diente sie auch als Wirtschaft oder Tanzsaal.
Seit Mitte des 19. Jahrhunderts wurden in dem Glauben, so den sozialen und wirtschaftlichen Problem begegnen zu können, nach dem Pariser Vorbild Straßen durch die Altstadt gebrochen. Tatsächlich zerstörten diese stadtplanerischen Maßnahmen aber nicht nur mit hunderten Gebäuden, von denen viele noch bis in das Mittelalter heraufreichten, Baudenkmäler und das soziale Geflecht des Stadtteils, sondern verschärften auch vielfach noch bestehende Probleme wie Wohnungsnot und Überbeanspruchung des verbleibenden Altbaubestandes.
Als einer der letzten großen Straßendurchbrüche vor dem Ersten Weltkrieg wurden 1904–06 die Braubach- und Domstraße durch das Gebiet zwischen Dom-Römer-Areal und Schnurgasse, also in etwa der heutigen Berliner Straße gebrochen. Der im Norden mit dem Hainer Hof verbundene Württemberger Hof blieb aus frühen denkmalpflegerischen Erwägungen bestehen, erweckte jedoch aufgrund seiner dreiseitigen Freistellung einen nun inselartigen Eindruck. 1937 wurde er dann doch, zusammen mit einem Teil der historischen Bebauung, die als abgewirtschaftet, unmodern und herunter gekommen bewertet wurde, im Zuge der nationalsozialistischen „Altstadtgesundung“ abgerissen. Davon betroffen waren auch die Häuser Hainer Hof 4, 5, 6, 7 und 8 und Fahrgasse 35–39. Ersetzt wurden sie durch einen dreiteiligen Wohnblock in städtisch angehauchtem Heimatstil, „geziert“ von einem Reichsadler.
Im Zweiten Weltkrieg vernichteten die Luftangriffe im März 1944 alle historischen Teile der Anlage, darunter auch die bei den Umbauten bewusst ausgesparte Bernhardskapelle. Bilder von 1947 zeigen die Gewölbe als völlig zerstört und zwei von vier Außenwänden eingestürzt. An Stelle der Altbauten wurden im Stil der 1950er Jahre Wohnbauten errichtet. Die nur gering beschädigten Teile aus den 1930er Jahren – der Nordwestbau im Hof sowie der anschließende nördliche Kopfbau, der formal ähnlich bis zur Braubachstraße erweitert wurde – waren rasch repariert. Dabei wurde 1954 auch ein Standbild im Hof aufgestellt, der „Postreiter“ von Albrecht Glenz, der an die Zeit erinnert, als sich hier die Poststation befand.

## Archivalien und Literatur

### Archivalien

#### Historisches Museum Frankfurt
- Skizzenbücher der Gebrüder Treuner.

#### Institut für Stadtgeschichte
- Bestand Fotosammlung Kochmann, Signaturen 1.071 und 1.356.
- Bestand Hausurkunden, Signaturen 2.294 und 2.295.